# Ferrovia Trans-Caucasiana

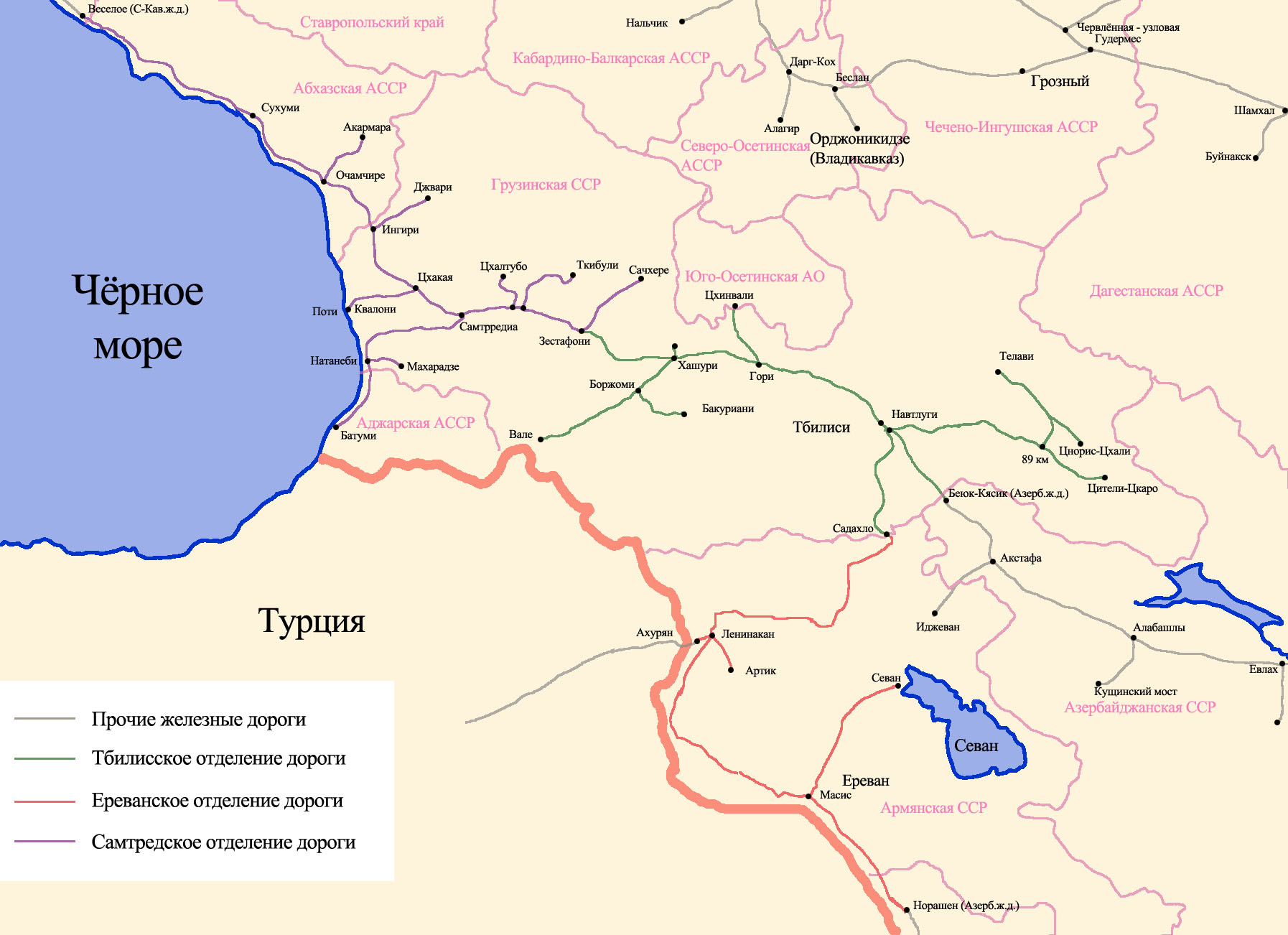
Esquema da linha férrea da Transcaucásia como em 1 de janeiro de 1967

A Ferrovia Trans-Caucasiana (em turco: Kafkas Demiryolu; em russo: Закавка́зская желе́зная доро́га) que estabeleceu-se no território das atuais Geórgia, Armênia, e (porção menor) do Azerbaijão, , foi a primeira ferrovia do Cáucaso. Foi financiada pelo Império Russo como uma ferrovia estratégica que liga o Mar Negro ao Mar Cáspio. O Cáucaso era um território disputado entre o Império Russo e o Império Otomano, a ferrovia permitiria ao Exército Imperial Russo ter um melhor controle da região. Assim, como a Ferrovia Trans-Caspiana, a Rússia poderia transportar tropas da Ásia Central muito mais rápido. A ferrovia funcionou como uma empresa privada entre 1865 a 1922 e uma subsidiária de transporte ferroviário das estradas de ferro soviética de 1922 a 1991.